# Mánáreyjar
Mánáreyjar är öar i republiken Island.   De ligger i regionen Norðurland eystra, i den norra delen av landet, 300 km nordost om huvudstaden Reykjavík.
Terrängen på Mánáreyjar är platt. Öns högsta punkt är 22 meter över havet.